# Floriana Football Club
El Floriana FC es un club de fútbol de Malta de la ciudad de Floriana. Fue fundado en 1894 y juega en la Premier League de Malta.
Este equipo es, después del St. George's FC, uno de los más antiguos de la isla mediterránea.

## Historia
El club surgió a finales del siglo XIX, cuando Malta era una colonia del Reino Unido y las tropas británicas estaban instaladas en varias ciudades, entre ellas Floriana. Los soldados practicaban los deportes típicos de su país, y esto tuvo una influencia en los malteses residentes en la isla, siendo su preferido el fútbol. En 1894 los nativos crearon, con ayuda de las fuerzas británicas, un equipo de fútbol que disputaría sus partidos contra el otro club de la isla, el St. George's FC creado en 1890. Así el Floriana FC se convirtió en el segundo equipo de fútbol más antiguo de Malta.
Poco a poco el club fue adoptando un estilo propio. En 1905 se introduce la equipacíón aún empleada hoy en día con los colores verde y blanco, debido los intensos partidos que disputaron contra otra de las tropas establecidas en el país, los Fusileros Reales de Dublín. Al término de un partido los 2 equipos se intercambiaron las camisetas y los oficiales del cuerpo expresaron su deseo de un cambio en las equipaciones del Floriana para adoptar esos colores, algo que fue aceptado.
El equipo es actualmente uno de los que más títulos ha logrado de Malta, con 26 Ligas entre otros trofeos nacionales, y actualmente es el último campeón de la Copa de Malta tras vences a Sliema en la final por 2 a 0.

### Competiciones internacionales
El Floriana fue uno de los primeros clubes malteses en disputar una competición internacional. Ya en 1936 el club fue invitado a un torneo amistoso celebrado en Argel, cuando Argelia era todavía una colonia francesa. Al evento acudieron el Queen of the South de Escocia, el Racing de Santander de España y el Racing Universitaire de Argelia además del equipo maltés. Sin embargo, el club cayó derrotado ante los escoceses por 2-1, a la postre vencedores del torneo.
Su debut en competiciones oficiales de la UEFA se produjo en 1962 cuando fue el primer equipo de Malta que disputó la UEFA Champions League, aunque cayó derrotado sin contemplaciones en la ronda preliminar ante el Ipswich Town por 1-4 y 0-10. Al igual que muchos clubes malteses, el equipo rara vez ha superado la primera ronda de una competición europea salvo en la temporada 1993-94, cuando pasó a la segunda ronda clasificatoria de la Champions tras vencer al FK Ekranas, y en la Intertoto de la temporada 1999-2000.

### Rivalidades
El Floriana FC ha tenido a lo largo de su historia 2 rivales históricos. El más tradicional es el Sliema Wanderers, con el que mantiene rivalidad deportiva desde 1920 cuando los 2 clubes eran los principales equipos de la isla, aunque dicha rivalidad se ha ido mitigando con el paso del tiempo. El otro club rival es el Valletta FC, con el que mantiene uno de los derbies más clásicos del fútbol maltés y que continúa hoy en día.

## Uniforme
- Uniforme titular: Camiseta verde y blanca a rayas horizontales, pantalón verde, medias verdes.
- Uniforme alternativo: Camiseta blanca con detalles verdes, pantalón blanco, medias blancas.

## Estadio
El Floriana juega sus partidos en el Independence Ground, con capacidad para 3.000 personas. En maltés el campo es conocido como "Ix-Xagħra Tal-Furjana".

## Palmarés

### Torneos nacionales
- Premier League de Malta (26): 1910, 1912, 1913, 1921,[3] 1922, 1923,[4] 1925, 1927,[5] 1928,[6] 1929, 1931,[7] 1935, 1937, 1950,[8] 1951,[9] 1952, 1953, 1955, 1958, 1962, 1968, 1970,[10] 1973, 1975, 1977, 1993, 2020.

- Copa de Malta (25): 1911, 1913, 1922, 1923, 1928, 1929, 1931,[11] 1938, 1945, 1947, 1949, 1950,[12] 1953, 1954, 1955,[13] 1957, 1958, 1961, 1966, 1967, 1972, 1976, 1981, 1993, 1994, 2011, 2017.

- Supercopa de Malta (2): 1993, 2017.

- Cassar Cup (2): 1923,[14]

- Sons of Malta Cup (1): 1968[15]

- Daily Malta Chronicle Cup (1): 1910[16]

## Participación en competiciones de la UEFA
| Temporada | Torneo                    | Ronda             | Club                 | Casa | Visita | Global         |
| --------- | ------------------------- | ----------------- | -------------------- | ---- | ------ | -------------- |
| 1961–62   | European Cup Winners' Cup | Preliminar        | Újpest               | 2–5  | 2–10   | 4–15           |
| 1962–63   | European Cup              | Preliminar        | Ipswich Town         | 1–4  | 0–10   | 1–14           |
| 1965–66   | European Cup Winners' Cup | 1                 | Borussia Dortmund    | 1–5  | 0–8    | 1–13           |
| 1966-67   | European Cup Winners' Cup | 1                 | Sparta Rotterdam     | 1–1  | 0–6    | 1–7            |
| 1967–68   | European Cup Winners' Cup | 1                 | NAC Breda            | 1–2  | 0–1    | 1–3            |
| 1968–69   | European Cup              | 1                 | Lahti                | 1–1  | 0–2    | 1–3            |
| 1969–70   | Inter-Cities Fairs Cup    | 1                 | FC Dinamo Bacau      | 0–1  | 0–6    | 0–7            |
| 1970–71   | European Cup              | 1                 | Sporting CP          | 0–4  | 0–5    | 0–9            |
| 1972–73   | European Cup Winners' Cup | 1                 | Ferencvárosi         | 1–0  | 0–6    | 1–6            |
| 1973–74   | European Cup              | 1                 | Club Brugge          | 0–2  | 0–8    | 0–10           |
| 1975–76   | European Cup              | 1                 | Hajduk Split         | 0–5  | 0–3    | 0–8            |
| 1976–77   | European Cup Winners' Cup | 1                 | Śląsk Wrocław        | 1–4  | 0–2    | 1–6            |
| 1977–78   | European Cup              | 1                 | Panathinaikos        | 1–1  | 0–4    | 1–5            |
| 1978–79   | European Cup Winners' Cup | 1                 | Internazionale       | 1–3  | 0–5    | 1–8            |
| 1981–82   | European Cup Winners' Cup | 1                 | Standard Liège       | 1–3  | 0–9    | 1–12           |
| 1988–89   | European Cup Winners' Cup | 1                 | Dundee United        | 0–0  | 0–1    | 0–1            |
| 1991–92   | UEFA Cup                  | 1                 | Neuchâtel Xamax      | 0–0  | 0–2    | 0–2            |
| 1992–93   | UEFA Cup                  | 1                 | Borussia Dortmund    | 0–1  | 2–7    | 2–8            |
| 1993–94   | UEFA Champions League     | Preliminar        | Ekranas              | 1–0  | 1–0    | 2–0            |
| 1993–94   | UEFA Champions League     | 1                 | Porto                | 0–0  | 0–2    | 0–2            |
| 1994–95   | UEFA Cup Winners' Cup     | Clasificatoria    | Sligo Rovers         | 2–2  | 0–1    | 2–3            |
| 1995      | UEFA Intertoto Cup        | Grupo 11          | Tirol Innsbruck      | 0–4  |        | 5º Lugar       |
| 1995      | UEFA Intertoto Cup        | Grupo 11          | Hapoel Petah Tikva   |      | 1–1    | 5º Lugar       |
| 1995      | UEFA Intertoto Cup        | Grupo 11          | Strasbourg           | 0–4  |        | 5º Lugar       |
| 1995      | UEFA Intertoto Cup        | Grupo 11          | Gençlerbirliği       |      | 0–3    | 5º Lugar       |
| 1996–97   | UEFA Cup                  | Preliminar        | Beitar Jerusalem     | 1–5  | 1–3    | 2–8            |
| 1997      | UEFA Intertoto Cup        | Grupo 12          | SV Ried              | 1–2  |        | 5º Lugar       |
| 1997      | UEFA Intertoto Cup        | Grupo 12          | Tbilisi              |      | 0–5    | 5º Lugar       |
| 1997      | UEFA Intertoto Cup        | Grupo 12          | Torpedo Moscow       | 0–1  |        | 5º Lugar       |
| 1997      | UEFA Intertoto Cup        | Grupo 12          | Iraklis              |      | 0–1    | 5º Lugar       |
| 1999      | UEFA Intertoto Cup        | 1                 | Aberystwyth Town     | 2–1  | 2–2    | 4–3            |
| 1999      | UEFA Intertoto Cup        | 2                 | Jokerit              | 1–1  | 1–2    | 2–3            |
| 2000      | UEFA Intertoto Cup        | 1                 | Stabæk               | 1–1  | 0–2    | 1–3            |
| 2011–12   | UEFA Europa League        | 2ª Clasificatoria | AEK Larnaca          | 0–8  | 0–1    | 0–9            |
| 2012–13   | UEFA Europa League        | 1ª Clasificatoria | Elfsborg             | 0–4  | 0–8    | 0–12           |
| 2017–18   | UEFA Europa League        | 1ª Clasificatoria | Red Star Belgrade    | 3–3  | 0–3    | 3–6            |
| 2020-21   | UEFA Champions League     | 1ª Clasificatoria | CFR Cluj             | 0–2  | –      | 0–2            |
| 2020-21   | UEFA Europa League        | 2ª Clasificatoria | Linfield             | –    | 1–0    | 1–0            |
| 2020-21   | UEFA Europa League        | 3ª Clasificatoria | Flora                | 0–0  | –      | 0–0 (2:4 pen.) |
| 2022-23   | Europa Conference League  | 1ª Clasificatoria | Petrocub Hîncești    | 0-0  | 0-1    | 0-1            |
| 2024-25   | Europa Conference League  | 1ª Clasificatoria | Tre Penne            | 3-1  | 1-1    | 4-2            |
| 2024-25   | Europa Conference League  | 2ª Clasificatoria | Vitória de Guimarães | 0-1  | 0-4    | 0-5            |
| 2025–26   | UEFA Conference League    | 1ª Clasificatoria | Haverfordwest County | 2–1  | 3–2    | 5–3            |
| 2025–26   | UEFA Conference League    | 2ª Clasificatoria | Ballkani             | 2–4  | 1–1    | 3–5            |

## Futbolistas

### Jugadores destacados
- George Bond[17]
- Guzè Alamango[18]
- Charlie Andrews[19]
- Charlie Azzopardi[20]
- Edward Azzopardi[21]
- Andrew Bartolo[22]
- Anton Camilleri[23]
- Pullu Demanuele[24][25]
- Ruġġieru Friggieri[26]
- Charlie Galea[27]
- Ġużeppi Mallia[28]
- Ġużi Micallef[29]
- Joe Pirotta[30]
- Gejtu Psaila[31]
- Pawlu Storace[32]
- Michael Sultana[33]
- Willie Vassallo[34]
- Lolly Vella[35]
- Raymond Xuereb[36]
- Leli Zammit[37]

## Entrenadores
- George Shaw (1949-51)[38]
- Joe Griffiths (1951-52)[38]
- Billy Mock (1952-53)[38]
- James Wilson (1961-1962)[39][40][41]
- Ted Phillips (julio de 1966-1967)[42]
- Lolly Borg (1967-1973)[43][44]
- Hugh Caruana (1973-1974)
- Tony Formosa (1976-1977)
- Franco Tampone (1977-1978)
- Tony Formosa (1978-1979)
- Hugh Caruana (1988-1989)
- Lolly Aquilina (1991-1992)[45]
- Mario Borg (1992-1993)
- Mark Miller (1993-1994)
- Karim Bencherifa (2000-2002)
- Ziya Yildiz (2002-2004)[46][47]
- Jimmy Briffa (2005)[48]
- Jan Artz (interino- 2005)[48]
- Joseph Grech (2006-2007)
- Danilo Dončić (junio de 2007-2008)[49]
- Zoran Popović (2008-diciembre de 2008)[50]
- Antonio Carlos Vieira (enero de 2009-2009)[51]
- Roddy Collins (junio de 2009-diciembre de 2009)[52][53]
- Zoran Popović (2009-2010)
- Todor Raykov (2010-febrero de 2011)[54]
- Michael Woods (2011-2012)
- Joe Brincat (marzo de 2012-2012)[55]
- Mark Wright (agosto de 2012-2012)[56]
- Stephen Azzopardi (octubre de 2012-enero de 2013)[57][58]
- Gary Howard (interino - enero de 2013)[58]
- Iain Brunskill (enero de 2013-2013)[59]
- Ian Dawes (mayo de 2013-2014)[60]
- Giovanni Tedesco (2014-2015)[61]
- Luis Oliveira (junio de 2015-mayo de 2016)[62][63]
- Giovanni Tedesco (junio de 2016-diciembre de 2017)[64][65]
- Nicolas Chiesa (diciembre de 2017-agosto de 2018)[66][67]
- Luis Oliveira (agosto de 2018-noviembre de 2018)[68][69]
- Guido Ugolotti (noviembre de 2018-mayo de 2019)[69][70][71]
- Vincenzo Potenza (mayo de 2019-diciembre de 2020)[71][72]
- Vincenzo Potenza (febrero de 2021-2021)[73]
- Gianluca Atzori (junio de 2021-mayo de 2023)[2]
- Mauro Camoranesi (junio de 2023-mayo de 2024)
- Darren Abdilla (mayo de 2024-mayo de 2025)[74]
- Daniel Portela (julio de 2025-presente)